# مونشترتال (دشنگل سیاه)
مونشترتال (به آلمانی: Münstertal/Schwarzwald) یک شهر در آلمان است که در برایگاو-هخشوارتسوالد واقع شده‌است. مونشترتال ۵٬۲۴۵ نفر جمعیت دارد.